# Male Dole pri Stehanji vasi
Male Dole pri Stehanji vasi – wieś w Słowenii, w gminie Trebnje. W 2018 roku liczyła 41 mieszkańców.